# Deux fois n'est pas coutume
Deux fois n'est pas coutume (titre original : Two for the Dough) est un roman policier américain de Janet Evanovich publié en 1996. C'est le deuxième roman mettant en scène la chasseuse de primes Stephanie Plum.

## Résumé
Dans ce roman, Stephanie Plum a pour nouvelle proie Kenny Mancuso. Ce dernier a tiré dans le genou d'un pompiste. Mais malheureusement, ou plutôt heureusement pour Stephanie, Kenny ne s'est pas présenté au tribunal. Alors pour 10 000$, Stephanie part à la poursuite du tireur fou.
De plus, aidée de sa grand-mère Mamie Mazur, Stephanie enquête sur la disparition de cercueils au sein d'une entreprise funéraire.
Des aventures trépidantes en perspectives pour la plus folle des chasseuses de primes du New Jersey.